# Ponto Chique
Ponto Chique é um município brasileiro no interior do estado de Minas Gerais, Região Sudeste do país. Sua população recenseada, em 2022, era de 3 747 habitantes.

## História
O atual município de Ponto Chique foi criado inicialmente como distrito subordinado a Ubaí, a partir do povoado de Ponto Chique, pela lei estadual nº 8.285, 8 de outubro de 1982. A emancipação ocorreu pela lei estadual nº 12.030, de 21 de dezembro de 1995, instalando-se em 1 de janeiro de 1997.

## Geografia
Localiza-se na mesorregião Norte de Minas.